# Ce-ți cântă dragostea
«Ce-ți cântă dragostea» (en español: «Qué canta tu amor») es una canción de la estrella rumana del canto Roxen, estrenada en formato digital a través de Global Records el 12 de noviembre de 2019. Fue escrita por Theea Miculescu, Andreea Moldovan y Roxen, mientras que Mihai Alexandru Bogdan y Viky Red se encargaron de la producción. El videoclip de «Ce-ți cântă dragostea», filmado por Raluca Netca, se publicó en el canal oficial de Roxen en YouTube simultáneamente con el lanzamiento del sencillo. Desde el punto de vista comercial, la pista obtuvo una recepción positiva; encabezó la lista Airplay 100 de Rumania.

## Composición y lanzamiento
«Ce-ți cântă dragostea» fue escrita por Theea Miculescu, Andreea Moldovan y Roxen, quienes se encargaron de la composición junto con Mihai Alexandru Bogdan y Viky Red; los dos últimos manejaron el proceso de producción. La pista se estrenó en formato digital y streaming el 12 de noviembre de 2019 a través de Global Records. Además, la discográfica publicó varias remezclas y una versión en directo del sencillo.

## Video musical y promoción
El video musical de «Ce-ți cântă dragostea» se estrenó en el canal oficial de Roxen en YouTube simultáneamente con el lanzamiento del sencillo. Raluca Netca fue el director del videoclip, mientras que Alexandru Mureșan se desempeñó como el director de fotografía; Loops Production se encargó de la producción y Bmabid manejó el proceso de edición. Para una mayor promoción, Roxen se presentó en varios medios de Rumania para interpretar el tema entre noviembre de 2019 y marzo de 2020: en los estudios de Global, en Pro FM, en la Radio ZU, en el programa La Măruță, y en la estación Virgin Radio Romania.

## Personal
Adaptado de YouTube.
Créditos de composición y técnicos
- Mihai Alexandru Bogdan – composición, producción
- Theea Miculescu – composición, letra
- Andreea Moldovan – composición, letra
- Viky Red – composición, producción
- Roxen – composición, letra

Créditos visuales
- Bmabid – edición
- Loops Production – producción
- Alexandru Mureșan – director de fotografía
- Raluca Netca – director

## Formatos
| Descarga digital |                         |          |  |
| N.º              | Título                  | Duración |  |
| 1.               | «Ce-ți cântă dragostea» | 3:13     |  |

| Descarga digital (Versiones alternativas) |                                                    |          |  |
| N.º                                       | Título                                             | Duración |  |
| 1.                                        | «Ce-ți cântă dragostea» (Andrew Maze Remix)        | 3:41     |  |
| 2.                                        | «Ce-ți cântă dragostea» (Adrian Funk X OLiX Remix) | 3:05     |  |
| 3.                                        | «Ce-ți cântă dragostea» (Adrian Extended Mix)      | 4:03     |  |
| 4.                                        | «Ce-ți cântă dragostea» (Arias Remix)              | 3:09     |  |
| 5.                                        | «Ce-ți cântă dragostea» (Live)                     | 3:48     |  |
| 6.                                        | «Ce-ți cântă dragostea» (Manda Remix)              | 4:13     |  |
| 7.                                        | «Ce-ți cântă dragostea» (Manda Extended Mix)       | 5:06     |  |

## Posicionamiento en listas
| Rumania | Airplay 100           | 1 |
| Rumania | Romania Radio Airplay | 1 |
| Rumania | Romania TV Airplay    | 1 |

## Historial de lanzamiento
| País  | Fecha                   | Formato(s)                 | Discográfica | Ref.  |
| ----- | ----------------------- | -------------------------- | ------------ | ----- |
| Mundo | 12 de noviembre de 2020 | Descarga digital streaming | Global       | [ 2 ] |